# Luisa Martínez Casado
Pour les articles homonymes, voir Martínez.
Luisa Martínez Casado, née le 28 août 1860 à Cienfuegos et morte dans la même ville le 28 septembre 1925, est une actrice de théâtre cubaine qui fit des tournées en Espagne et dans toute l'Amérique latine. Elle est connue comme la plus célèbre actrice de langue espagnole du XIXe siècle.

## Biographie
Luisa Martínez Casado Muñoz  est née le 28 août 1860 à Cienfuegos. Elle est la fille de l'écrivain, propriétaire de théâtre et de journal, Luis Martínez Casado et de sa femme Guadalupe Muñoz. Elle a trois sœurs plus âgées et deux frères plus jeunes. Grâce son père, à l'âge de six ans elle monte sur scène pour réciter La vaquera de la Finojosa. En 1868, la famille déménage à La Havane où Martínez Casado apparaît dans El gorrión, une pièce de théâtre écrite par son père.
Plus tard, elle joue dans de nombreuses pièces en compagnie d'acteurs reconnus comme Ceferino Guerra, Julio G. Segarra, Ana Suárez Peraza et Eloísa Agüero. On dit qu'Enrique Zumel a écrit Laura (1864) spécialement pour elle. 
En 1876, elle joue au Mexique et est considérée comme « inimitable ». À son retour à Cuba en juillet 1877, à l'âge de 17 ans, elle interprète Dorotea dans Los negros catedráticos de Pancho Fernández. Elle joue dans Cervantes de José E. Triay, à la mémoire de l'auteur de Don Quijote.
En septembre 1878, Martínez Casado est admis au Conservatoire royal supérieur de musique de Madrid où elle étudie sous la direction de Concepción Sanpelayo, Florencio Romea et Matilde Diez. Elle est une étudiante si talentueuse qu'elle accomplit en six mois le cursus prévu pour quatre ans. Elle reçoit le premier prix du conservatoire pour la tragédie, la comédie et le drame. En Décembre 1878, elle joue en Espagne dans une pièce écrite pour elle par José Echegaray intitulée Mar sin orillas. Elle continue cette pièce à Madrid et en province durant les cinq ans qui suivent.
À l'âge de 28 ans, elle retourne à Cuba pour une courte période, signe un contrat avec le directeur de théâtre  Leopoldo Burón, et en 1888 elle va à Mexico où elle se produit au théâtre Arbeu : elle reçoit des ovations et d'innombrables bouquets de fleurs. Le président Porfirio Díaz l'invite même au palais présidentiel où sa femme lui offre des cadeaux dont plus de trente bijoux. Après une tournée à travers les provinces mexicaines, elle revient à Mexico en 1889 pour jouer cette fois au théâtre El Nacional.
Le 1e janvier 1891, Martínez Casado se marie à Isaac Puga, un acteur rencontré en Espagne. Ils ont quatre enfants ensemble. La même année elle retourne en Espagne, rompt son contrat avec Burón et crée sa propre compagnie théâtrale à son nom. Les 20 années suivantes, elle joue avec sa compagnie à Cuba, Mexico, Puerto Rico, Colombie, Saint Domingue, Panama, Costa Rica et au Venezuela. Elle gagne plus de trois millions de pesos, une véritable fortune.
En 1910, alors âgée de 50 ans, Martínez Casado crée la Sociedad para el Fomento del Teatro, une fondation ayant pour but d'encourager les écrivains cubains à écrire de nouvelles pièces de théâtre et à adapter des anciennes pièces. En 1911, après la mort de son mari, Martínez Casado renonce à la scène et donne sa dernière représentation à Cárdenas où elle joue dans Locura de amor de Manuel Tamayo y Baus.
Le 28 septembre 1925, Luisa Martínez Casado meurt dans sa ville natale de Cienfuegos.